# Declaración de Gredos
El 7 de octubre de 2003, con motivo del 25 aniversario del refrendo popular a la Constitución española, los ponentes de la Carta Magna, los llamados «padres de la Constitución» —Gabriel Cisneros Laborda, Manuel Fraga Iribarne, Miguel Herrero y Rodríguez de Miñón, Gregorio Peces-Barba, José Pedro Pérez-Llorca, Miquel Roca i Junyent y Jordi Solé Tura (que por problemas de salud no acudió al acto, pero suscribió la declaración desde su casa)—, reunidos en el Parador Nacional de Gredos, el mismo lugar donde en 1978 se habían consensuado las líneas generales de la Carta Magna española, firmaron y leyeron, como manifestación de su "orgullo y alegría" por la confianza que los ciudadanos y sus respectivos partidos políticos depositaron en ellos, un texto en el que pedían el mantenimiento del respeto a los valores, principios y reglas de juego establecidos en 1978 e insistir en que las posibles reformas del texto constitucional se planteen con el mismo espíritu de consenso que existió entonces.